# Raionul Konotop, Sumî
Konotop (în ucraineană Конотопський район, transliterat: Konotopskîi raion) este un raion în regiunea Sumî, Ucraina. Are reședința la Konotop.
Are o suprafață de 5.190,6 km². Populația este de 204.200 locuitori, determinată în 2020.